# Fernmeldeturm Burglengenfeld
Der Fernmeldeturm Burglengenfeld (auch Sender Hackelberg) ist ein Fernmeldeturm bei Burglengenfeld, der von der Deutschen Telekom AG betrieben wird. 
Der Fernmeldeturm ist aus Stahlbeton und liegt nördlich von Burglengenfeld zwischen Pistlwies und Neuried am Hackelberg. Er dient neben dem Mobilfunk und der Verwirklichung von Richtfunkstrecken auch als UKW-Hörfunksender. Der Turm ist ein Typenturm mit modifizierten Antennenplattformen.
Der Fernmeldeturm steht auf ehemaligem Bundeswehrgelände, dessen Einheiten (CRC Burglengenfeld) im Jahr 1992 aufgelöst wurden. In der näheren Umgebung sind noch Ruinen von Bunkeranlagen erhalten.

## Sender und Frequenzen
Folgende Programme werden abgestrahlt:
| Frequenz (MHz) | Programm                   | ERP (kW) | Polarisation horizontal (H) / vertikal (V) |
| -------------- | -------------------------- | -------- | ------------------------------------------ |
| 96,3 MHz       | gong fm                    | 0,32 kW  | h                                          |
| 98,8 MHz       | Radio Charivari Regensburg | 0,5 kW   | h                                          |
| 107,3 MHz      | Deutschlandfunk Kultur     | 0,1 kW   | h                                          |

## Bilder

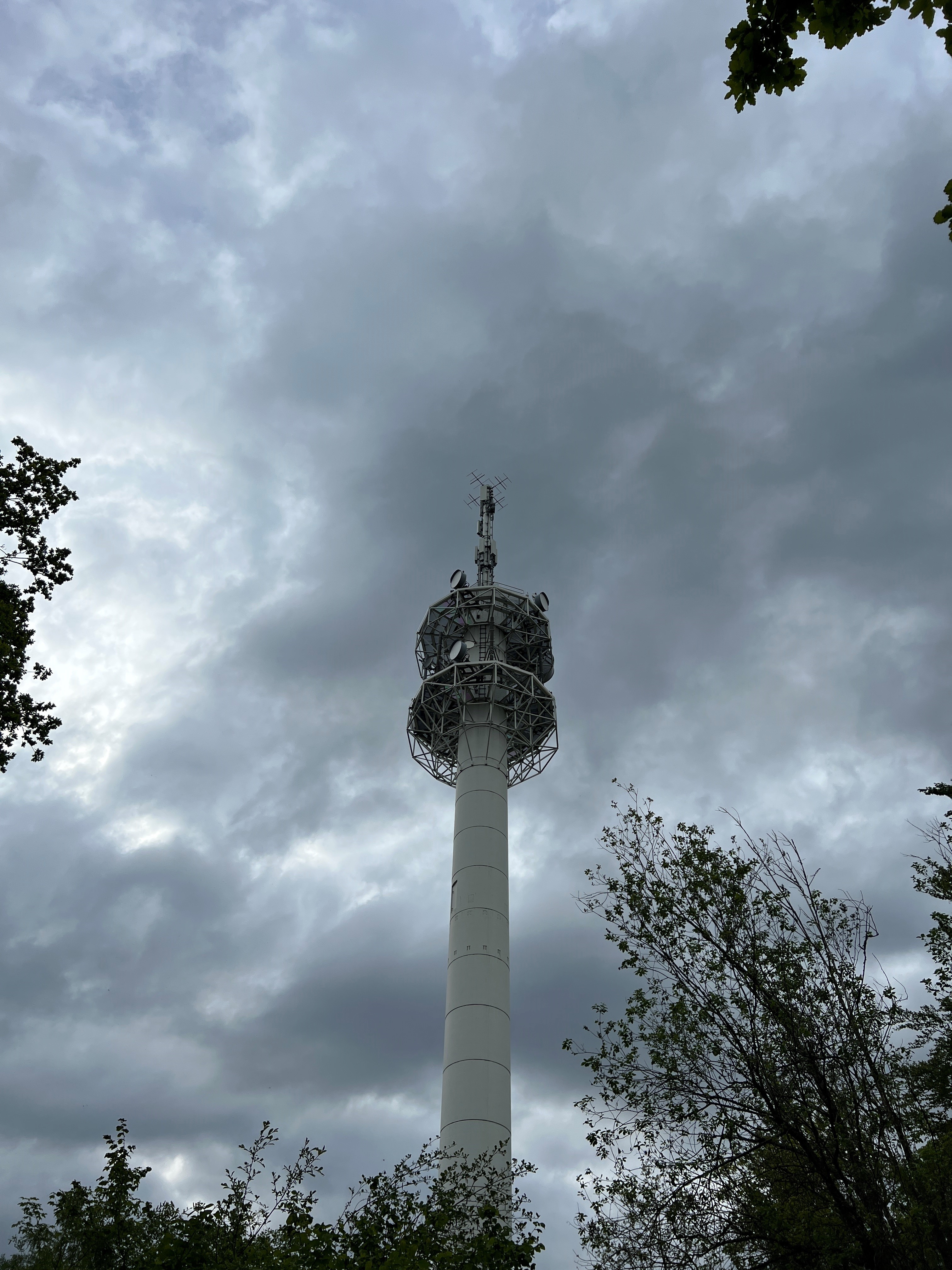
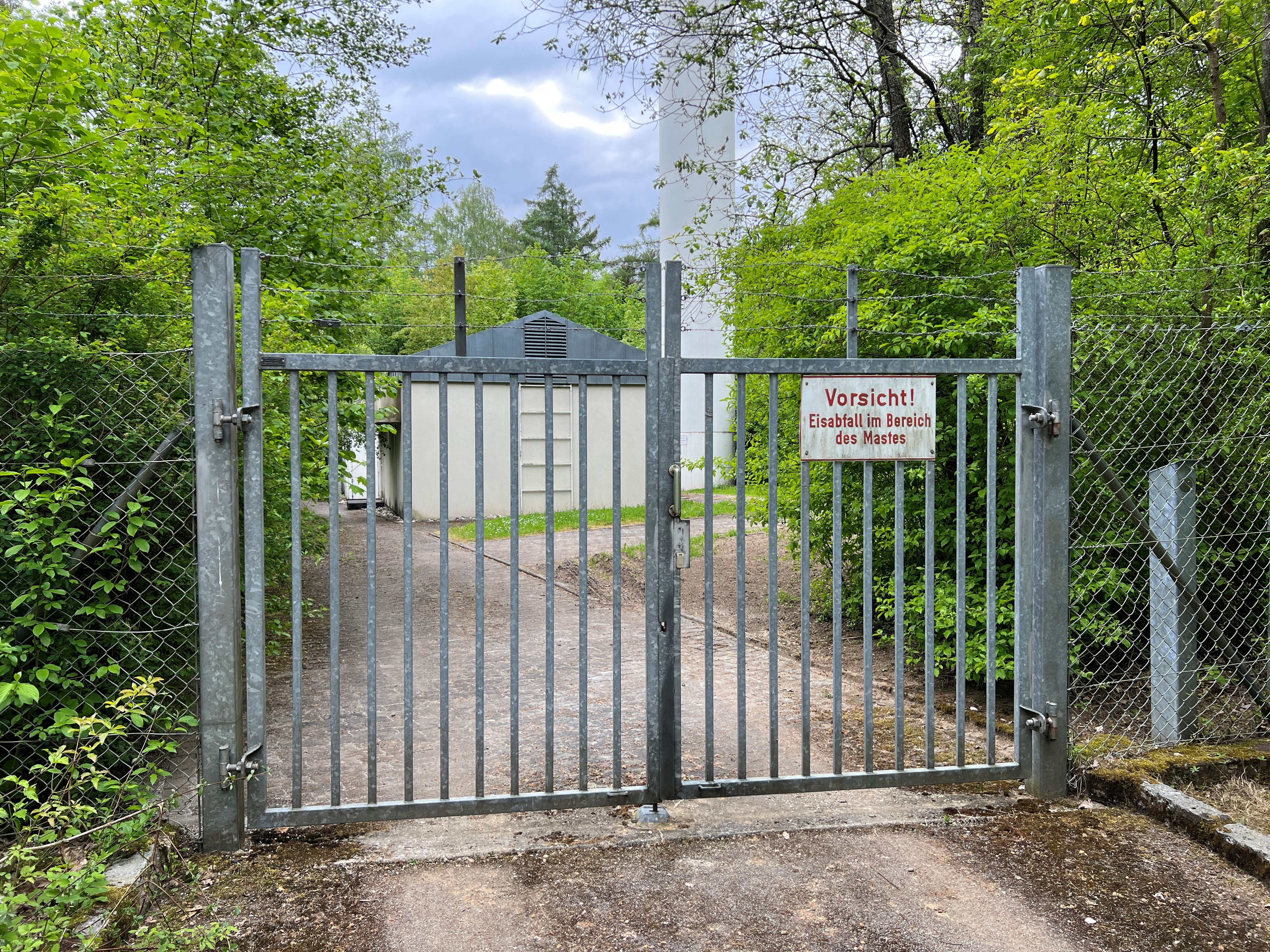
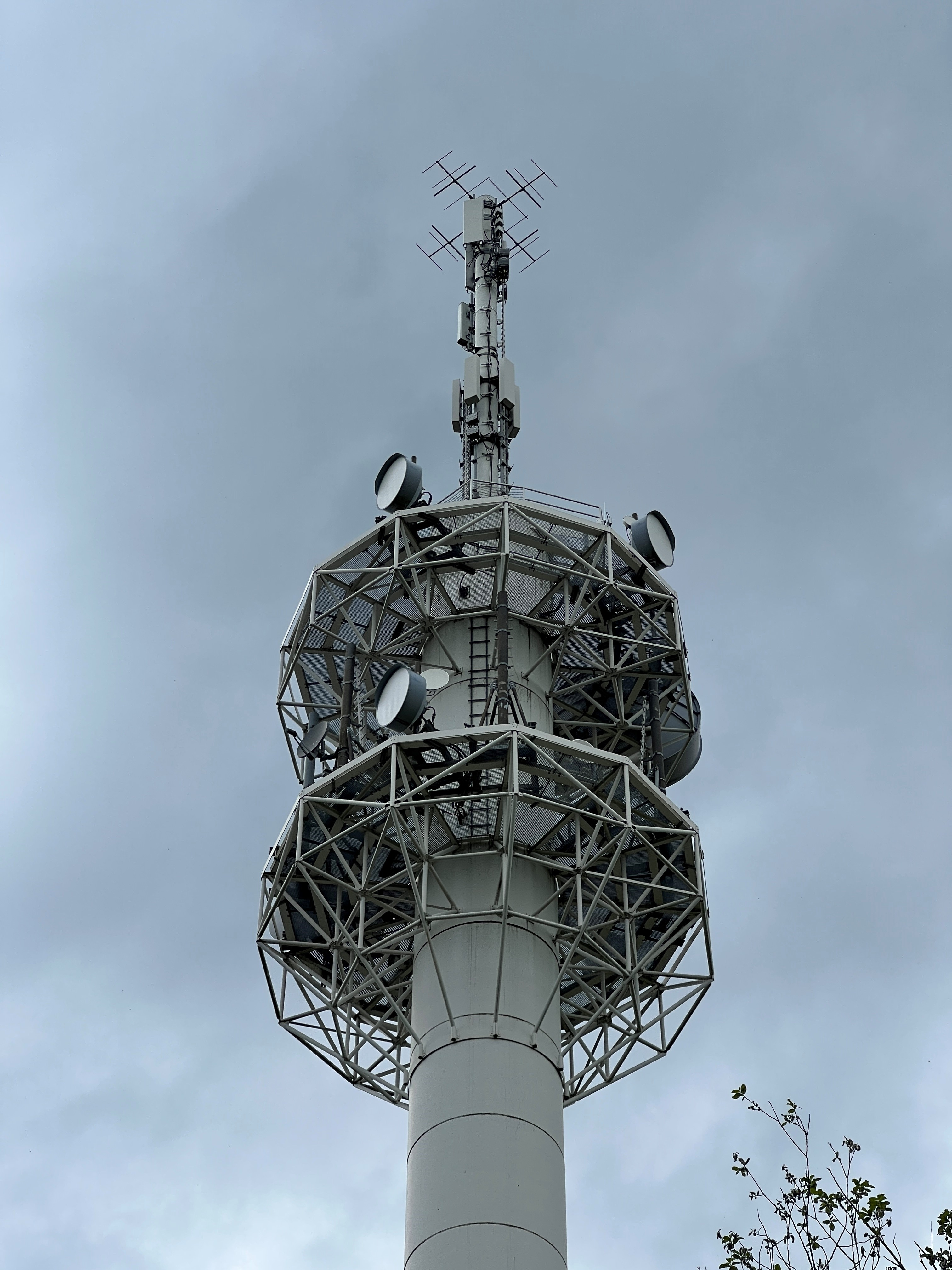